# Dent
Pour les dents des humains, voir Dent (anatomie humaine).
Pour les articles homonymes, voir Dent (homonymie).

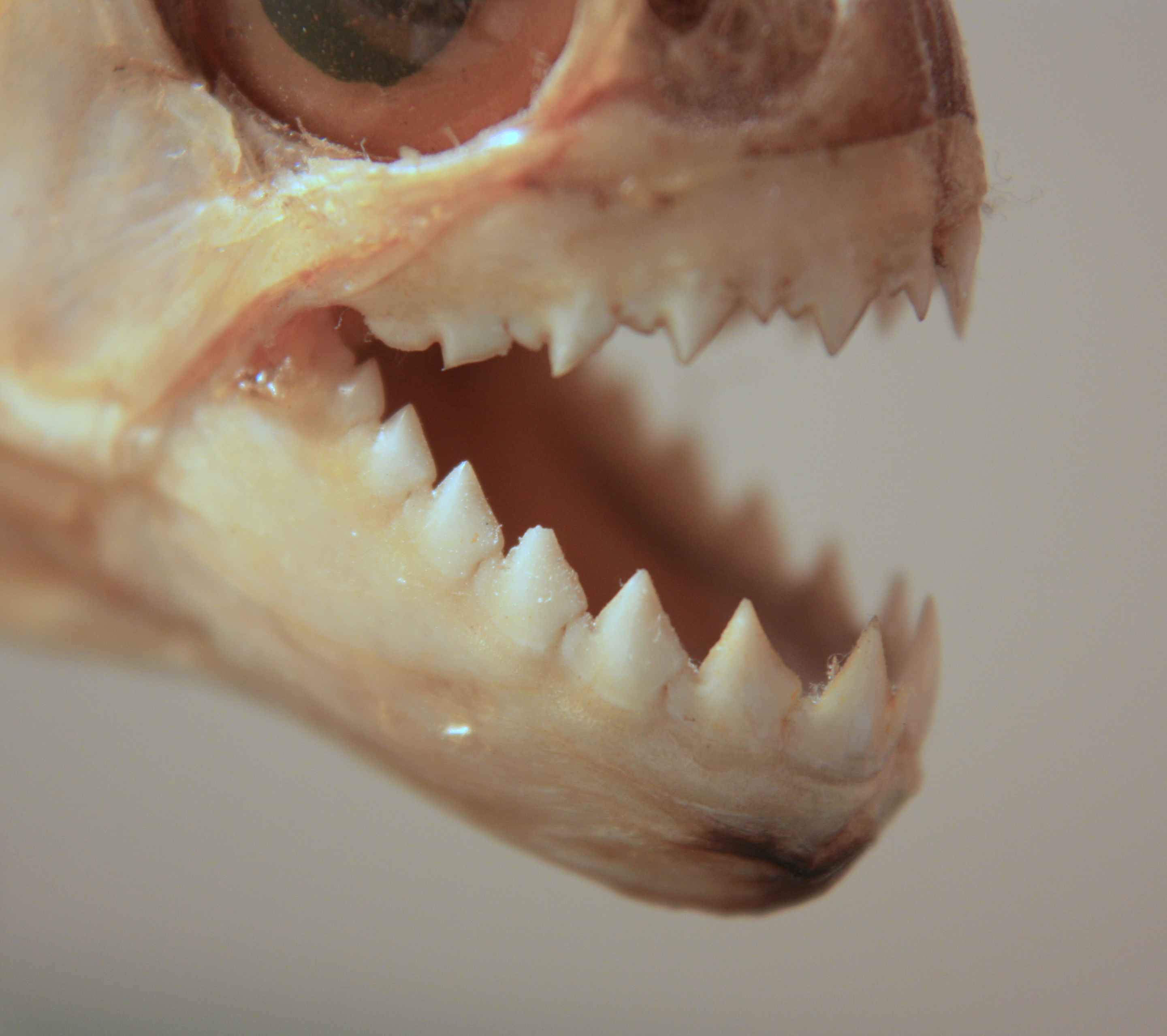
Dents de Piranha.

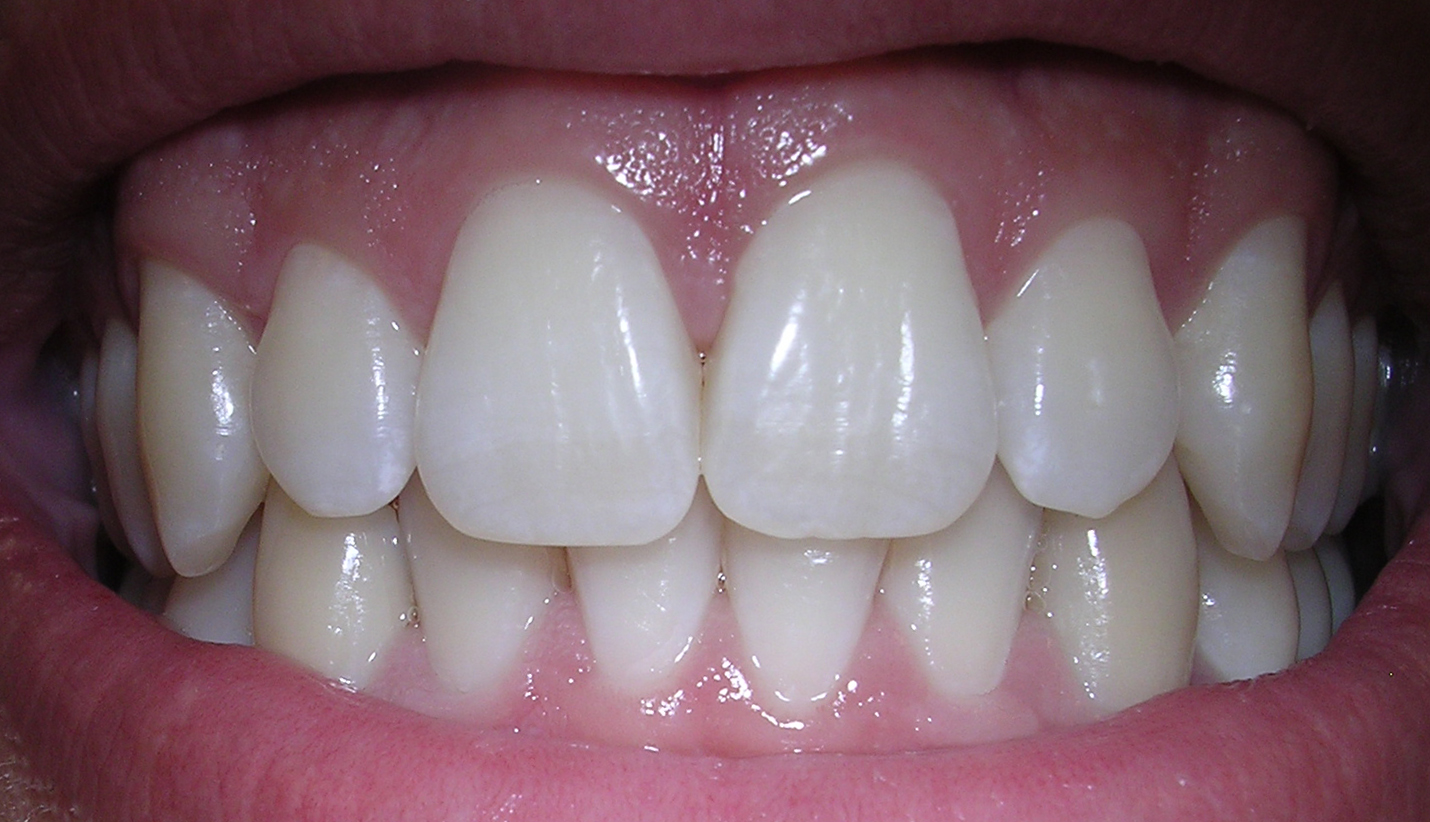
Dents humaines.

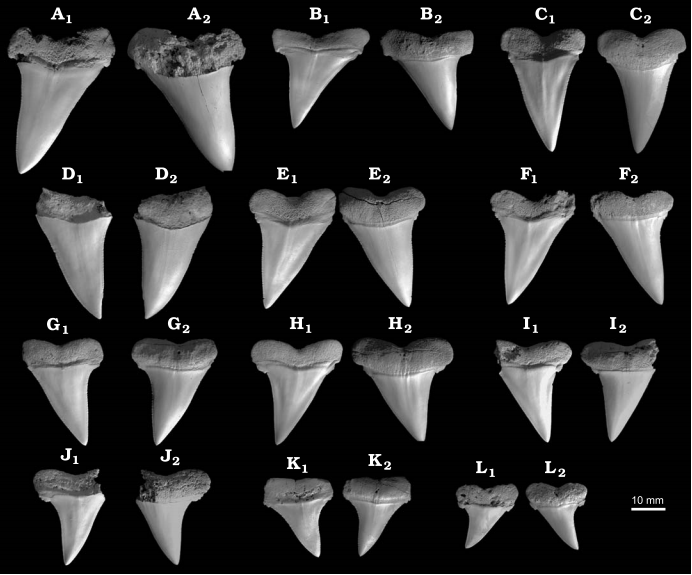
Dents de requin Carcharomodus.

La dent  est un organe dur et fortement minéralisé implanté dans le palais des raies, la gencive des requins ou les os des mâchoires supérieure et inférieure des autres vertébrés, et dont les fonctions principales sont de saisir, retenir, déchirer et broyer les aliments, mais aussi la défense contre les prédateurs ou les rivaux.
Les dents sont souvent caractérisées par le régime alimentaire de l'espèce qui conditionne leur forme, leur nombre, leur implantation ou leur pérennité. Par exemple, les félins ont des dents carnassières très développées afin de déchiqueter leurs proies, alors que les dents des humains sont adaptées à leur régime omnivore. On trouve des dents chez trois classes de vertébrés : poissons, reptiles et mammifères, mais certains groupes de ces classes n'en sont pas pourvus, tandis que d'autres voient leurs dents renouvelées tout au long de leur vie.

## Description
La dent est un organe minéralisé des vertébrés composé de structures organiques parmi les plus dures connues. Elle est constituée d'une partie implantée dans une structure osseuse, la racine, et d'une partie libre, la couronne. Le tissu constamment présent est la dentine, mais d'autres peuvent également être associés : pulpe dentaire, émail dentaire, cément et émailoïde.
La dent, qui a une structure homologue à celle de l'écaille placoïde chez le requin, est parfois considérée comme étant un phanère. Cependant, un phanère est habituellement défini comme étant une production de l'épiderme.

## Embryologie
Chez les mammifères, l'émail, constituant l'épithélium dentaire, dérive de l'ectoderme de la cavité buccale, tandis que chez les vertébrés inférieurs, c'est l'endoderme qui participe à la formation des dents pharyngiennes. Les autres tissus (pulpe dentaire, dentine et parodonte), constituant le mésenchyme dentaire, dérivent de la crête neurale.

## Vocabulaire

### Étymologie
Issu du latin dens de même sens, provenant d'une racine indoeuropéenne (reconstruite) °d-, °ed, °denk ou °dent (mordre, mâcher), d'où sont aussi issus, entre autres, les mots odontos (grec ancien), tand (néerlandais).

### Terminologie

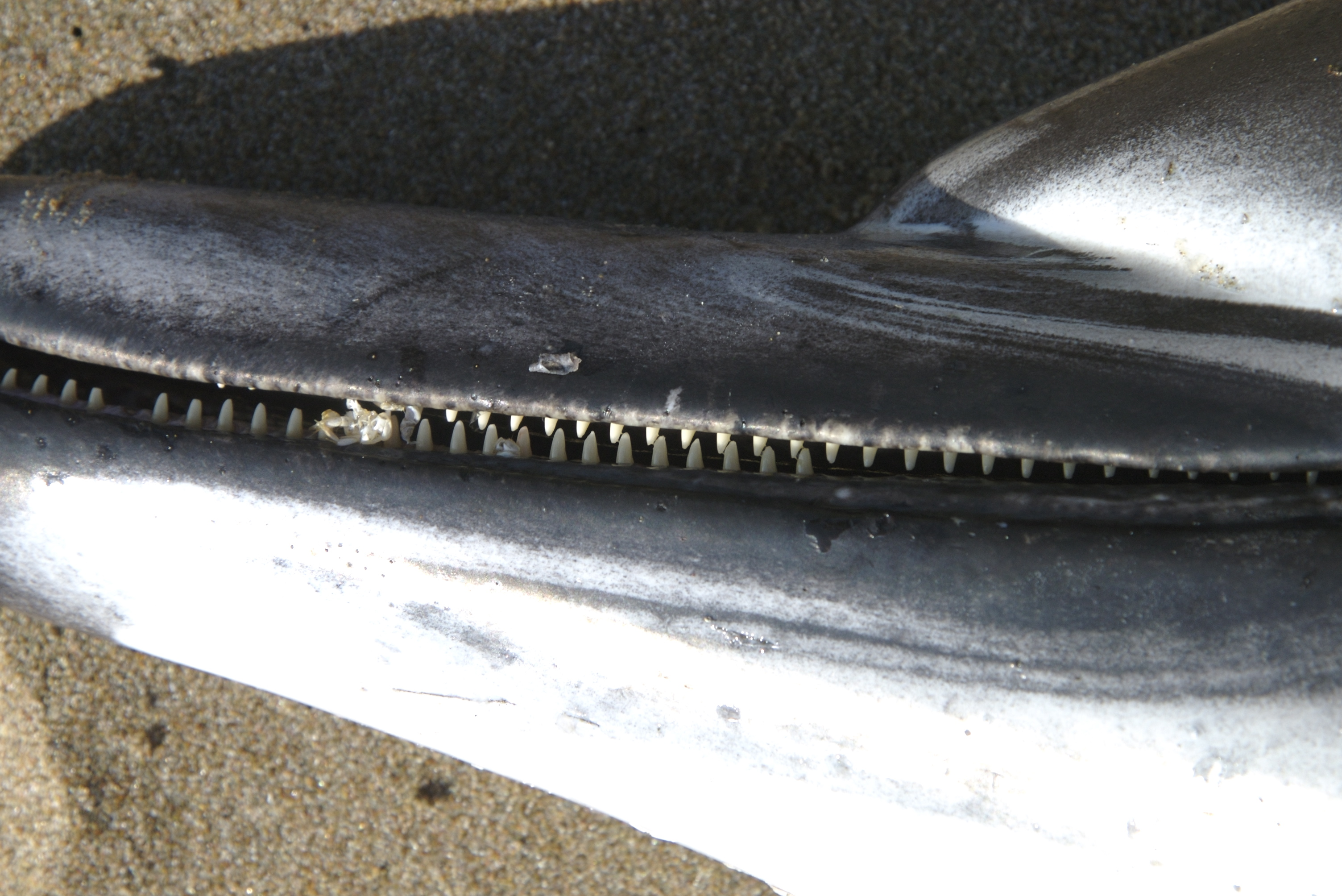
Homodontie des odontocètes.

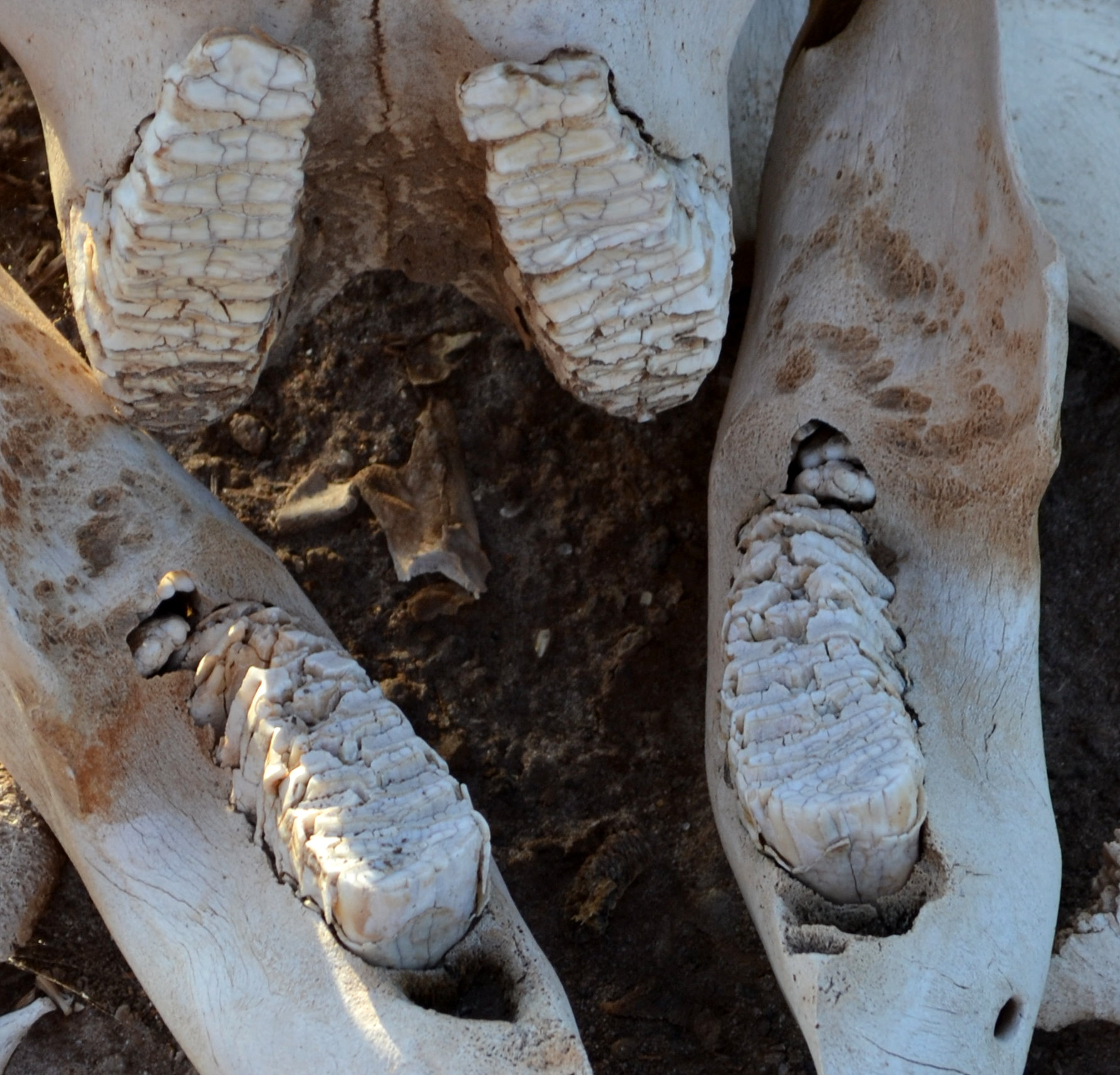
Molaire hypsodonte, hétérodonte et monophyodonte d'un éléphant.

La denture d'un animal est l'ensemble de ses dents. Le nombre, la nature et la disposition des dents varient selon les espèces, et parfois selon les individus. Elle est en général caractéristique de leur régime alimentaire de l'espèce animale.
On utilise couramment le mot dentition à la place de denture, alors que, stricto sensu, la dentition est le processus de mise en place de la denture. La dentition permet d'estimer, dans la plupart des cas, l'âge d'un animal tant qu'il n'est pas encore hors âge.
On parle de dents palatines quand elles s'enchâssent dans le palais, des dents linguales sur la langue, et de dents vomériennes lorsqu'elles sont enchâssées dans le vomer tandis que des dents portés sur la mâchoire, comme pour les mammifères sont des dents maxillaires.
La morphologie et l'organisation des dents sont souvent utilisées pour caractériser les taxons animaux, et il existe tout un vocabulaire particulier caractérisant la denture :
- Selon le nombre :
  - polyodontie (du grec πολύς, polus, « nombreux » et ὀδούς, odoús, « dent ») : nombreuses dents sur la mâchoire (poissons, reptiles)
  - oligodontie (du grec ὀλίγος, oligos, « peu abondant ») : nombre réduit de dents sur la mâchoire (mammifères)

- Selon la forme :
  - haplodontie : dents coniques (poissons, reptiles)
  - plexodontie : dents aux formes complexes (mammifères)

- Selon la différenciation et le rôle :
  - homodontie : dents toutes semblables, généralement coniques et tournées vers l’intérieur.
  - hétérodontie : dents différentes (mammifères avec les dents labiales, incisives et canines, et les dents jugales, prémolaires et molaires)

- Selon le renouvellement :
  - polyphyodontie : plusieurs dizaines de génération de dents au cours de la vie de l'individu (poissons, crocodiles, serpents)
  - diphyodontie : deux générations de dents (la plupart des mammifères)
  - monophyodontie : une génération de dents (chiroptères)

- Selon la croissance :
  - brachyodontie : croissance limitée, couronne basse (majorité des vertébrés).
  - hypsodontie : croissance continue, couronne très haute (ongulés, rongeurs, dents jugales des ruminants, chevaux ou éléphants).

### Analogies
Par extension, le terme de dent est employé en zoologie pour désigner un organe présentant une analogie de forme ou d'implantation :
- la « dent de l'œuf » ou diamant, qui est un petit denticule corné présent chez l'embryon de quelques vertébrés ovipares et disparaissant après l'éclosion de l'œuf,
- la dent de l'oursin est l'une des cinq tiges calcaires, à extrémité visible et à croissance continue de l'appareil masticatoire de cet animal.
- Les os au niveau de la gorge peuvent quelquefois être qualifiés de dents pharyngiennes.

Par dérivation, le mot dent désigne des éléments pointus ou découpés :
- Une scie, un râteau, une fourchette ont aussi des dents.
- Les montagnes aux sommets aigus sont souvent appelées des dents.
- Des noms sont dérivés de dent, comme dentelle.

## Denture selon le régime alimentaire
En effet, le régime alimentaire influe beaucoup sur les caractéristiques des dents. Selon les proies qu'ils mangent, chaque groupe d'animal a une dentition spécifique qui leur permet de capturer, manger et mâcher leur proie qu'elle soit animale ou végétale. Cette bonne corrélation entre le régime alimentaire et la morphologie des dents, jugales surtout, est notamment mise en évidence chez les mammifères.
Par contre, certains groupes d'animaux ne sont pas pourvus de dents :
- les tortues (terrestres et marines) sont édentées. Elles possèdent un bec corné qui leur permettent de trancher leur nourriture ;
- bien que les ancêtres des oiseaux possédaient des dents (voir Archaeopteryx), aujourd'hui tous les oiseaux en sont dépourvus ;
- parmi les mammifères, l'ancien ordre des Édentés est un groupe d'animaux sans dents, ayant un régime alimentaire à base d'insectes.

Au contraire, certains animaux ont des dents qui sont renouvelées tout au long de la vie :
- les dents des reptiles sont remplacées tout au long de la vie, avant qu'elles ne s'abiment. Un crocodile voit ses dents être remplacées plus de quarante fois au cours de sa vie ;
- les requins ont des dents qui poussent en tapis roulant le long de la mâchoire. Chaque mâchoire du grand dauphin possède de 20 à 28 dents, d'un diamètre d'environ 1 cm ;
- les incisives des rongeurs poussent continuellement durant toute leur vie.

### Carnivores

#### Carnassiers

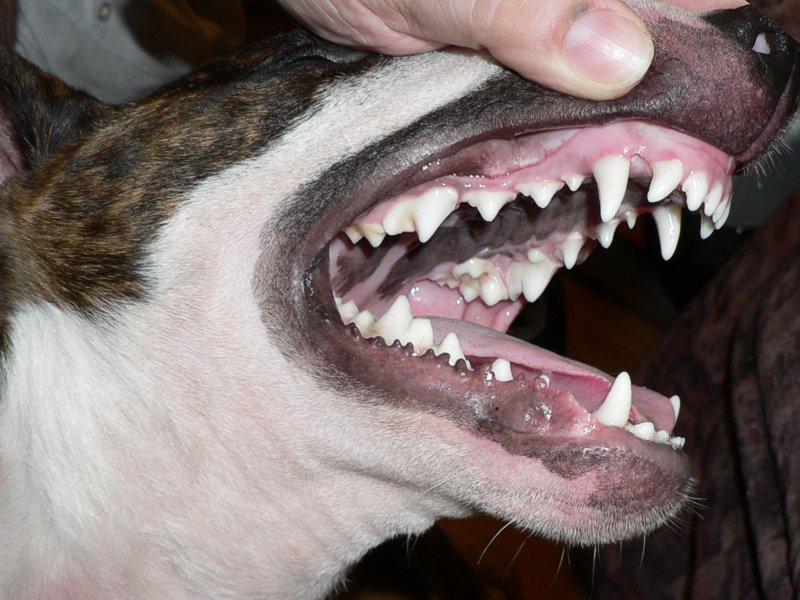
Dents de bull Terrier.

Les carnassiers sont caractérisés par des canines (crocs) proéminentes et fortes. Ils ont une dentition complète soit composée d'incisives, de canines, de prémolaires et de molaires. Leur dentition fait souvent place à des dents carnassière pour déchirer la viande de leur proie.

### Herbivores
Les dents des herbivores leur servent à mastiquer les fibres ligneuses des plantes.

### Omnivores

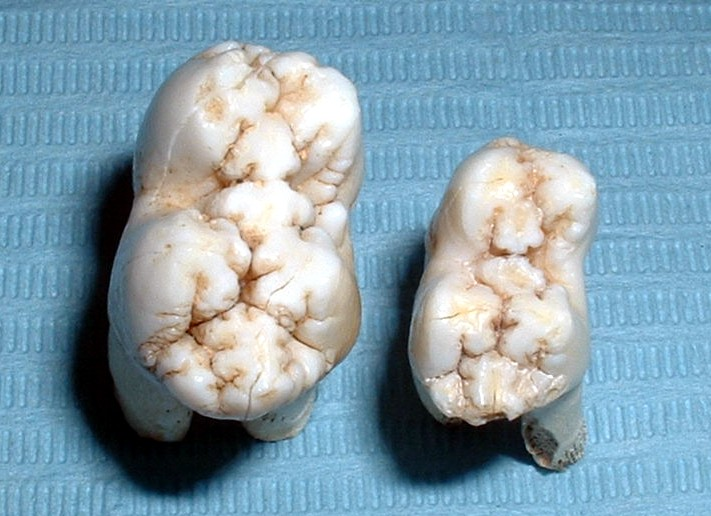
Dents de porc.

## Denture selon le groupe animal
Cet organe hautement différencié d'origine ectodermique et mésodermique a une fonction initiale de protection dans l'évolution (organe exosquelettique). La dent haplodonte (du grec ἁπλόος / haplóos, « simple » et ὀδούς, odoús « dent ») des reptiles et des poissons a pour fonction principale la préhension et la rétention des proies, la dent plexodonte des mammifères voit sa fonction se spécialiser dans la mastication.

### Mammifères

#### Carnivores
Sous-ordre des caniformes (Caniformia) :
- Les canidés (chien, loup, coyote, renard...) ont des dents carnassières très développées pour déchirer leurs proies.
- Les mustélidés (loutre, furet, belette, moufette...) ont aussi des dents carnassières très développées et possèdent une formule dentaire variable selon les sous-groupes.
- Les procyonidés (raton laveur...) ont des prémolaires tranchantes et des molaires broyeuses. Notez l'absence de dents carnassières.
- Les ursidés (ours...) sont caractérisés par des prémolaires très réduites et des molaires, toutes deux broyeuses. Ils n'ont pas non plus de dents carnassières.
- Les phocidés (phoques...) ont des dents jugales homodontes, pointues et très espacées ce qui les prédispose à une bonne préhension de leurs proies.
- Les otariidés (otaries...)... à compléter.
- Les odobénidés (morse) ont de grandes canines supérieures qui font office de défenses.

Sous-ordre des féloidés ou féliformes (Feliformia) :
- les félidés, ou félins (chat...) ont des dents carnassières très développées et possèdent une réduction du nombre de dents jugales. Ils possèdent tous cette formule dentaire:
- les viverridés (civettes...)... à compléter.
- les hyénidés (hyène...)... à compléter.
- les eupléridés (mangoustes...)... à compléter.

#### Insectivores
Les insectivores ont une dentition complète caractérisée par des dents jugales pointues et des dents colorées (souvent rouges à la pointe).

#### Chiroptères

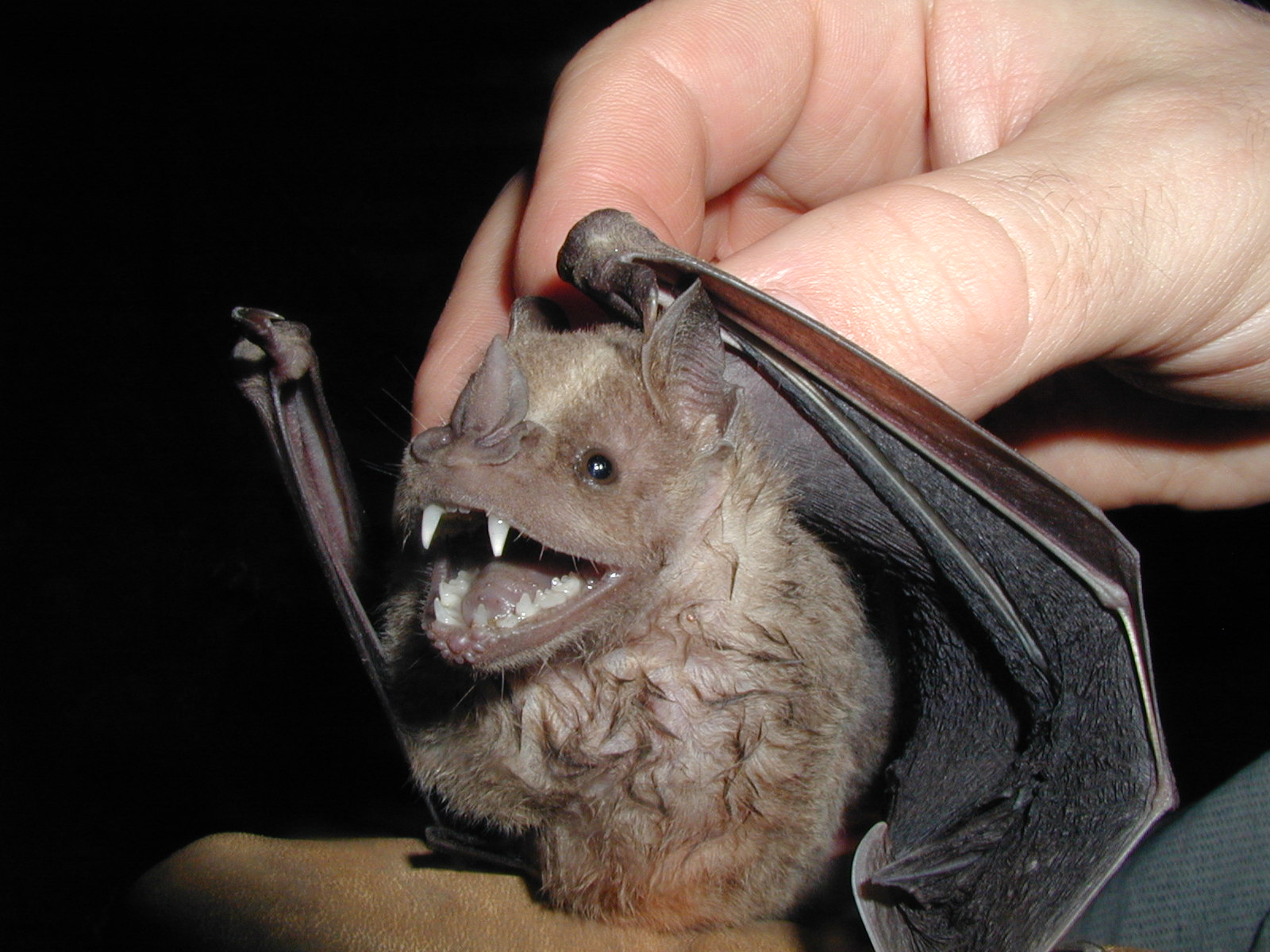
Dents de chauve-souris (ici Ametrida centurio).

Les Chiroptères (chauve-souris) ont aussi une dentition complète, mais qui est caractérisée par des canines proéminentes et des espaces significatifs entre les incisives.

#### Lagomorphes
Les lagomorphes (lièvres, lapins...) sont caractérisés par deux paires d'incisives rainurées et la présence d'un diastème, ce qui les distingue des rongeurs.

#### Rongeurs

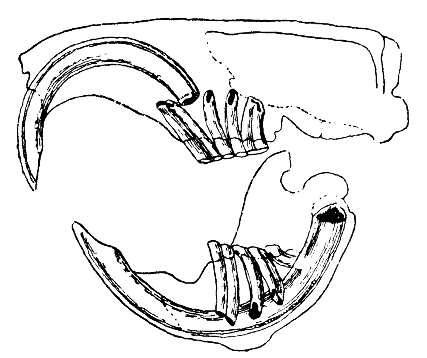
Ce sont principalement leurs grandes incisives à croissance continue qui caractérisent les rongeurs.

Les rongeurs ont des incisives proéminentes et colorées (souvent jaunâtres) qui poussent continuellement durant toute leur vie, ce qui leur permet de ronger activement sans crainte d'usure prématurée, mais pose de graves problèmes en cas de malocclusion dentaire. Il y a aussi présence de dents jugales après le diastème.

#### Artiodactyles

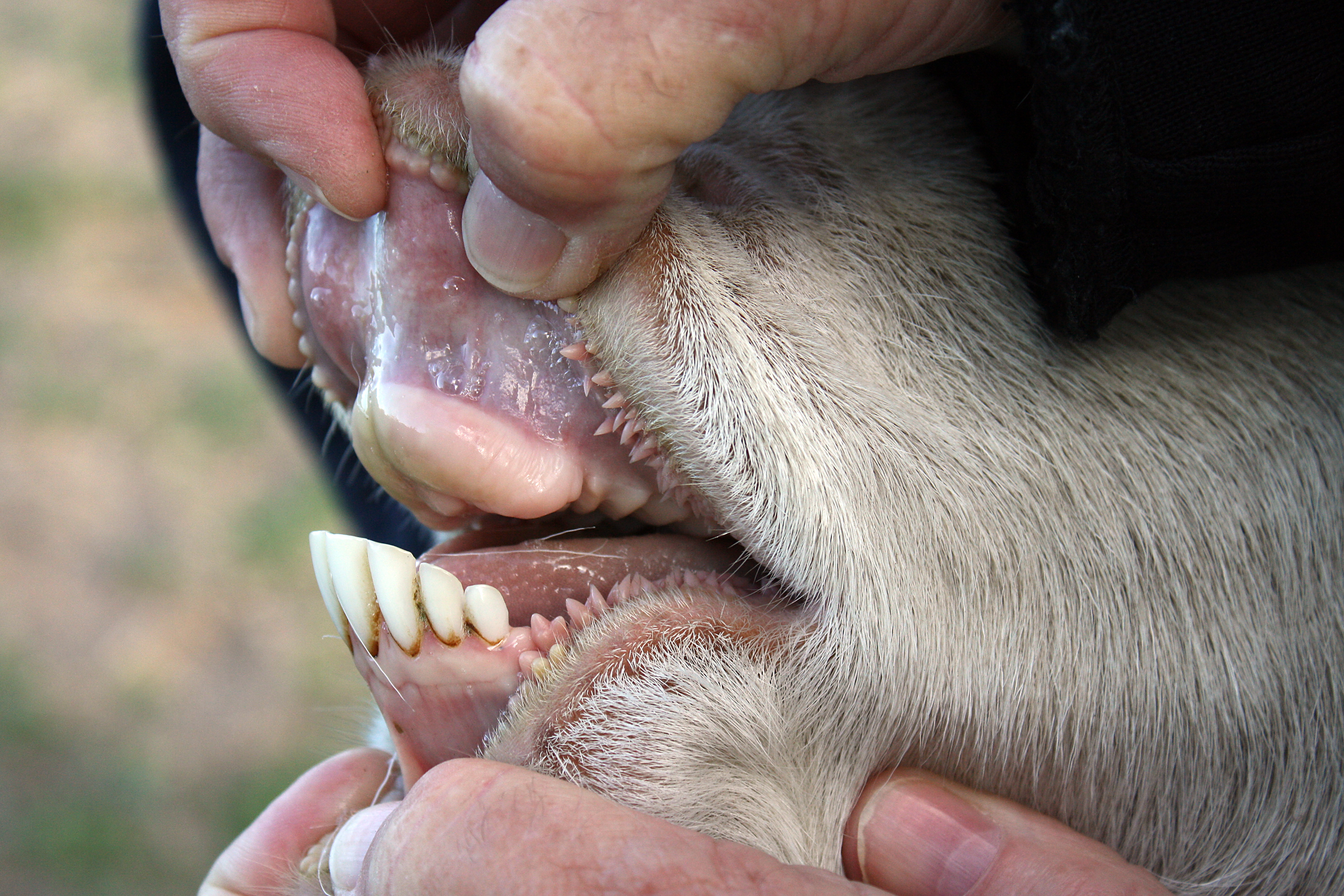
Dents de bovin.

Les artiodactyles n'ont pas d'incisives supérieures et possèdent un diastème.

#### Proboscidiens

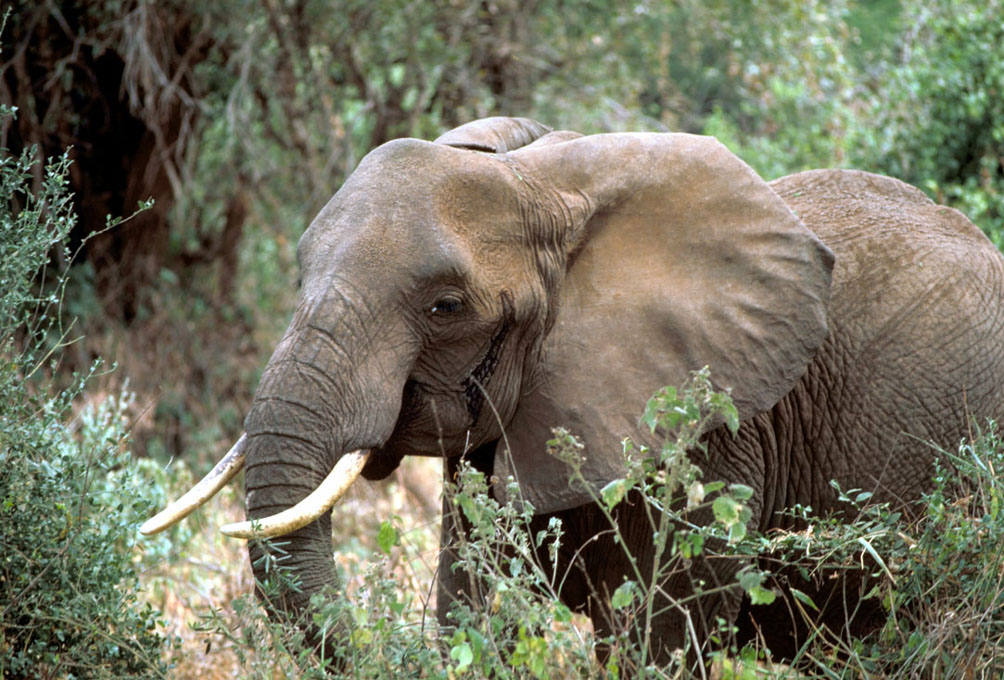
Éléphant d'Afrique avec ses défenses.

Les Proboscidiens (éléphants...) sont caractérisés par des incisives qui leur servent de défenses. Chez les éléphantoïdes, la formule dentaire n'est jamais complète (2 prémolaires et 3 molaires). Le jeune possède des prémolaires de lait qui tombent quand les molaires apparaissent, il n'y a pas de prémolaires définitives. Quand la troisième molaire apparait, c'est au tour de la première de tomber.

### Reptiles

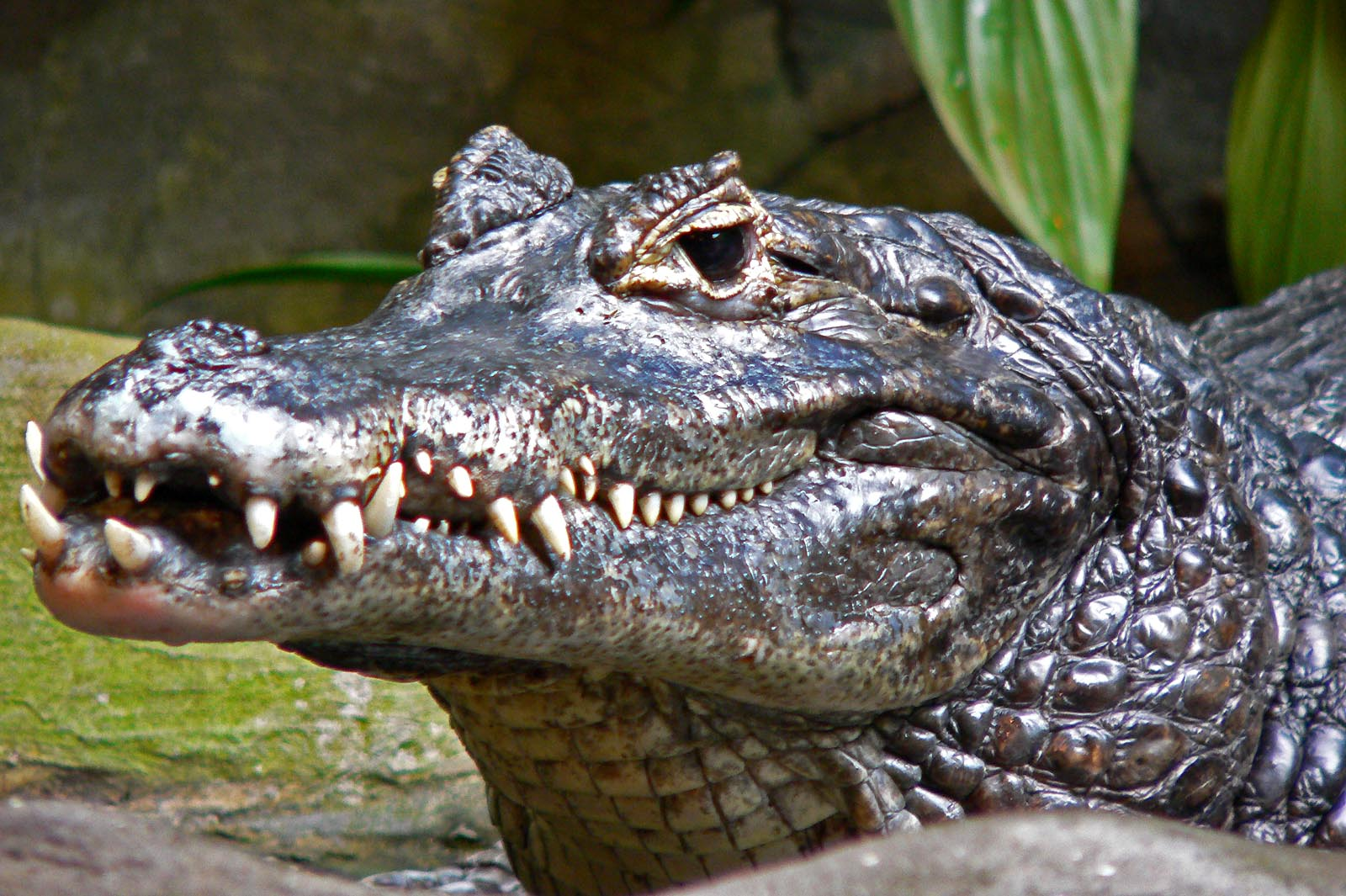
Tête de Caïman yacare.

Les reptiles sont parfois caractérisés par des crochets à venin de certains serpents.

### Poissons

#### Poissons osseux
Les balistes ou les tétraodons ont des dents antérieures élargies et soudées ainsi que des dents pharyngiennes.

#### Conodontes
Les conodontes (mot dont l'étymologie signifie "dents en cônes") forment une classe de poissons agnathes préhistoriques, disparus totalement à la fin du Trias.
Si l'on parle de dents dans la description de leur anatomie, celles-ci n'étaient pas portées par des mâchoires, comme chez les vertébrés gnathostomes actuels, mais étaient localisées au niveau des tissus mous de la bouche et du pharynx. Certains auteurs préfèrent donc utiliser le terme d'éléments pour les désigner.

## Les dents dans la culture

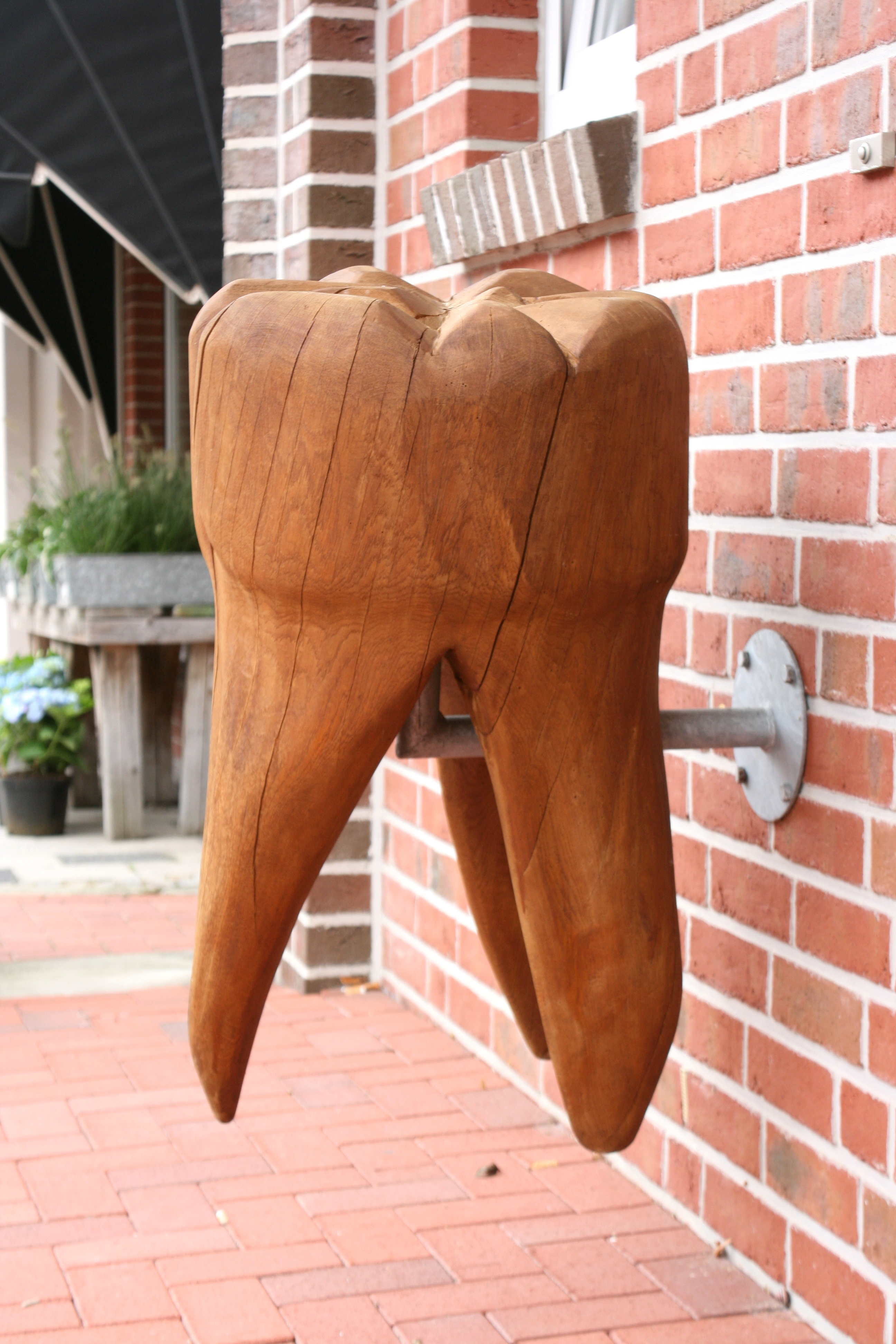
Enseigne d'un dentiste
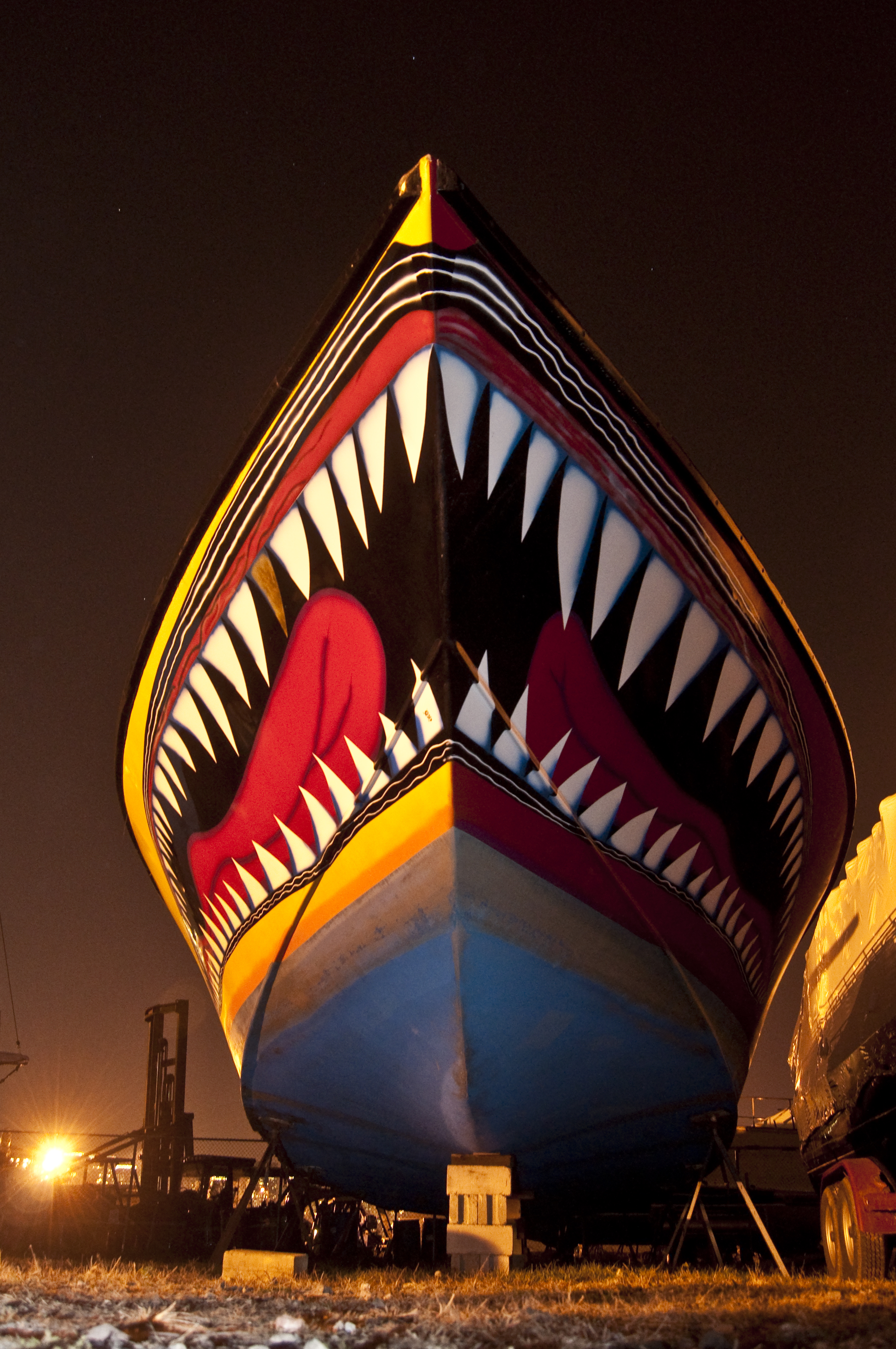
Coque peinte d'un bateau
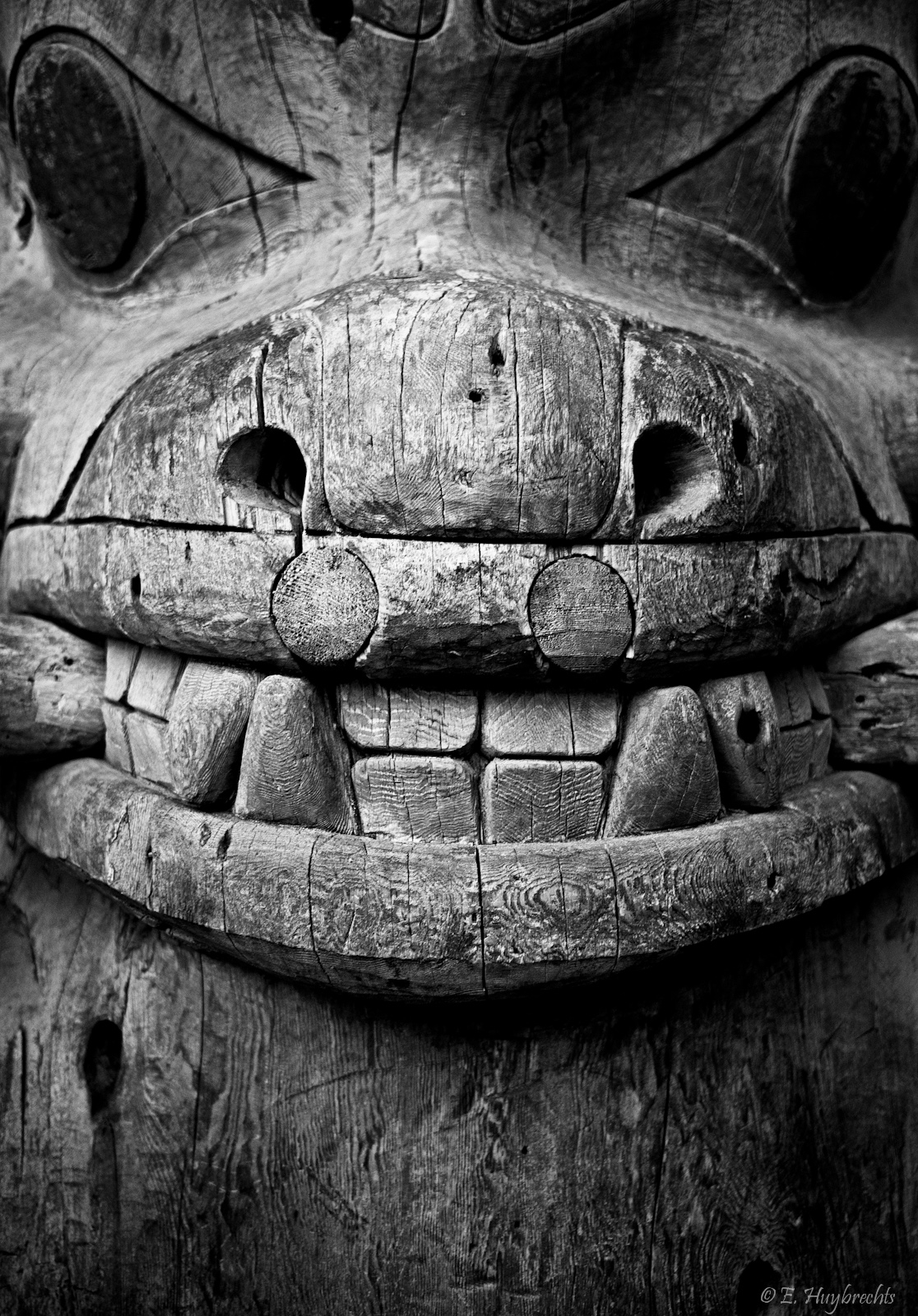
Détail d'un totem canadien
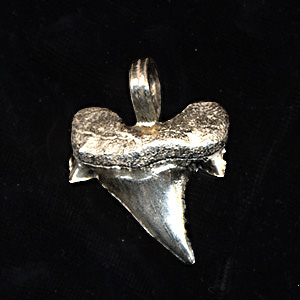
Dent de requin montée en pendentif